# 段春兴
段春兴（1957年—），越南外交官，曾任越南外交部副部长、越南驻日本大使、驻德国大使。

## 生平
段春兴1957年生于海防。1980年在苏联毕业于经济控制论专业。已婚，育有两个孩子。

### 外交工作
1980年，段春兴进入越南外交部工作，随后在越南驻苏联大使馆工作至1984年。回国后，在外交部苏联司工作。1986年，任驻苏使馆三秘。1989年底任期结束后，回国继续在苏联司工作。1993年7月起，调外交部办公厅，直至1997年。1997年至2001年，任驻美国大使馆公使衔参赞。2001年至2002年，任美洲司副司长。2002年起任礼宾司代理司长、礼宾司司长。2004年12月，任经济综合司司长。2008年7月起，任外交部副部长。
2011年至2015年，任驻日本大使。2015年10月至2021年，任驻德国大使。

## 荣誉

### 越南勋章奖章
- 三等劳动勋章（2008年）
- 二等劳动勋章（2015年）

### 外国勋章奖章
- 旭日重光章（日本，2023年11月3日公布[2]）